# Distretto di San Jerónimo (Amazonas)
Il distretto di San Jerónimo è un distretto del Perù nella provincia di Luya (regione di Amazonas) con 947 abitanti al censimento 2007 dei quali 365 urbani e 582 rurali.
È stato istituito il 5 febbraio 1861.

## Località
Il distretto è formato dall'insieme delle seguenti località:
- Paclas
- Tialang
- Panama
- Minas
- Dunia Chic
- Silv
- Maraypata
- La Junta
- Ishanga
- Chonia
- Ginaya
- Cuchapampa
- Jollongate
- El Tingo
- Puelac o Duela
- Cocata
- Melendespampa
- La Alejita
- Yungapampa
- Mio Pata
- Pidayacu
- Músico Aviana
- Chocala